# ۱۰۰ زن جذاب اف‌اچ‌ام (بریتانیا)

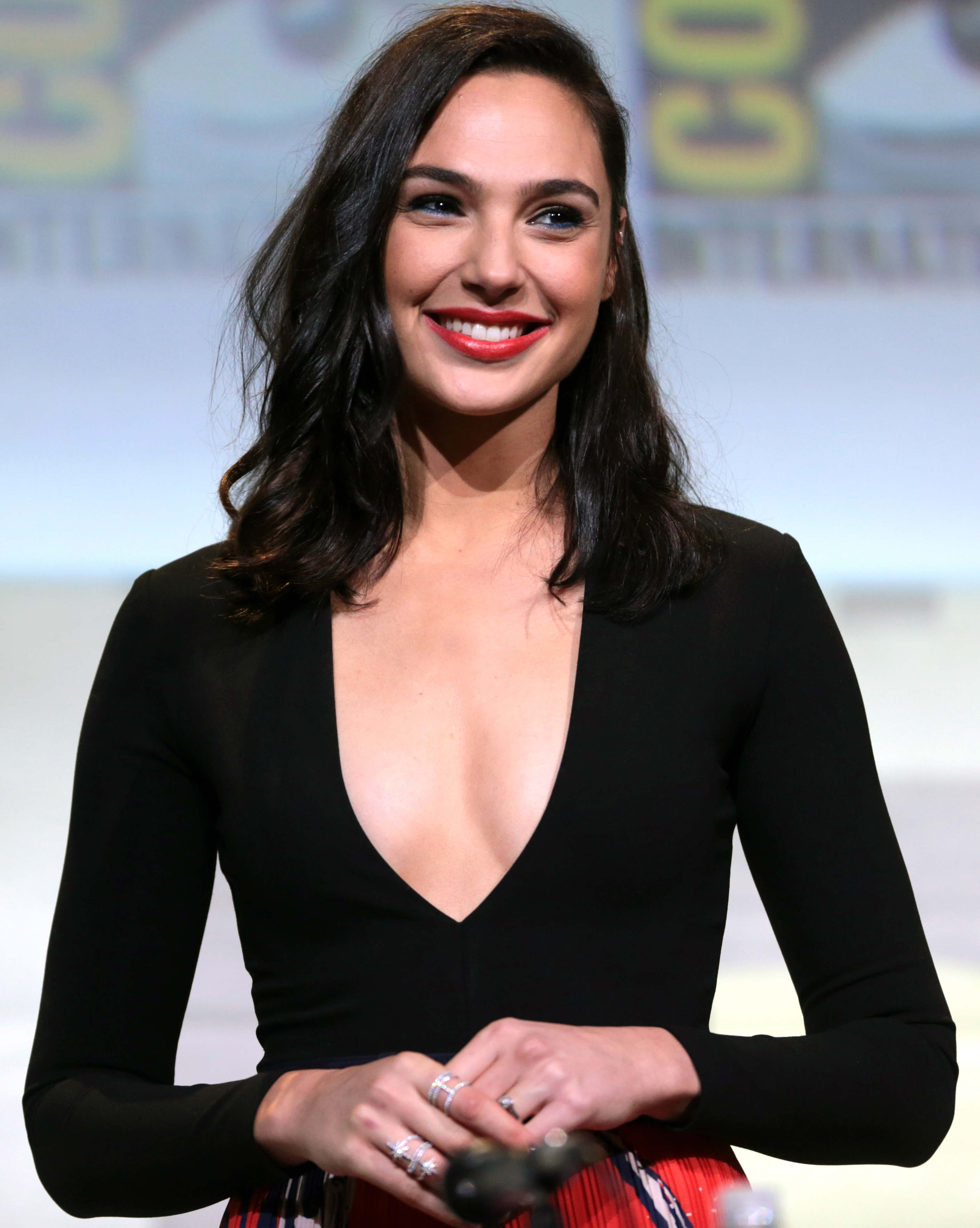
گال گدوت بازیگر اسرائیلی آخرین برنده ۱۰۰ زن جذاب FHM

۱۰۰ زن جذاب FHM (انگلیسی: FHM's 100 Sexiest Women) فهرستی سالانه بود که توسط مجله ماهانه سبک زندگی مردانه بریتانیایی FHM تهیه می‌شد. از سال ۲۰۱۷، فهرست هر سال ابتدا از طریق بخشی در وب سایت رسمی FHM.com اعلام می‌شود. اولین فهرست در سال ۱۹۹۵ منتشر شد و توسط هیئتی متشکل از ۲۵۰ داور به رأی گذاشته شد. برنده افتتاحیه سوپرمدل آلمانی کلودیا شیفر بود. در عوض از سال ۱۹۹۶ تا ۲۰۱۵، عموم مردم به این نظرسنجی رأی دادند و در اوج آن، چندین میلیون رأی در هر سال به صندوق‌ها ریخته می‌شد. برندگان بعدی عبارتند از شریل خواننده بریتانیایی، هالی بری هنرپیشه آمریکایی، و جنیفر لوپز. آخرین دارنده عنوان سکسی‌ترین زن، گال گدوت بازیگر اسرائیلی در سال ۲۰۱۷ است.